# 具体
| ウィキペディアには「具体」という見出しの百科事典記事はありません（タイトルに「具体」を含むページの一覧/「具体」で始まるページの一覧）。 代わりにウィクショナリーのページ「具体」が役に立つかもしれません。 |